# Malaka (Botswana)
Malaka è un villaggio del Botswana situato nel distretto Centrale, sottodistretto di Serowe Palapye. Il villaggio, secondo il censimento del 2011, conta 1.044 abitanti.

## Località
Nel territorio del villaggio sono presenti le seguenti 5 località:
- Loc.-1 Malaka (No Name!),
- Loc.-2 Malaka (No Name!),
- Matoteng di 1 abitante,
- Mosa di 9 abitanti,
- Senongope di 16 abitanti